# 羅道河
53°06′15″N 9°24′26″E / 53.1041°N 9.4073°E

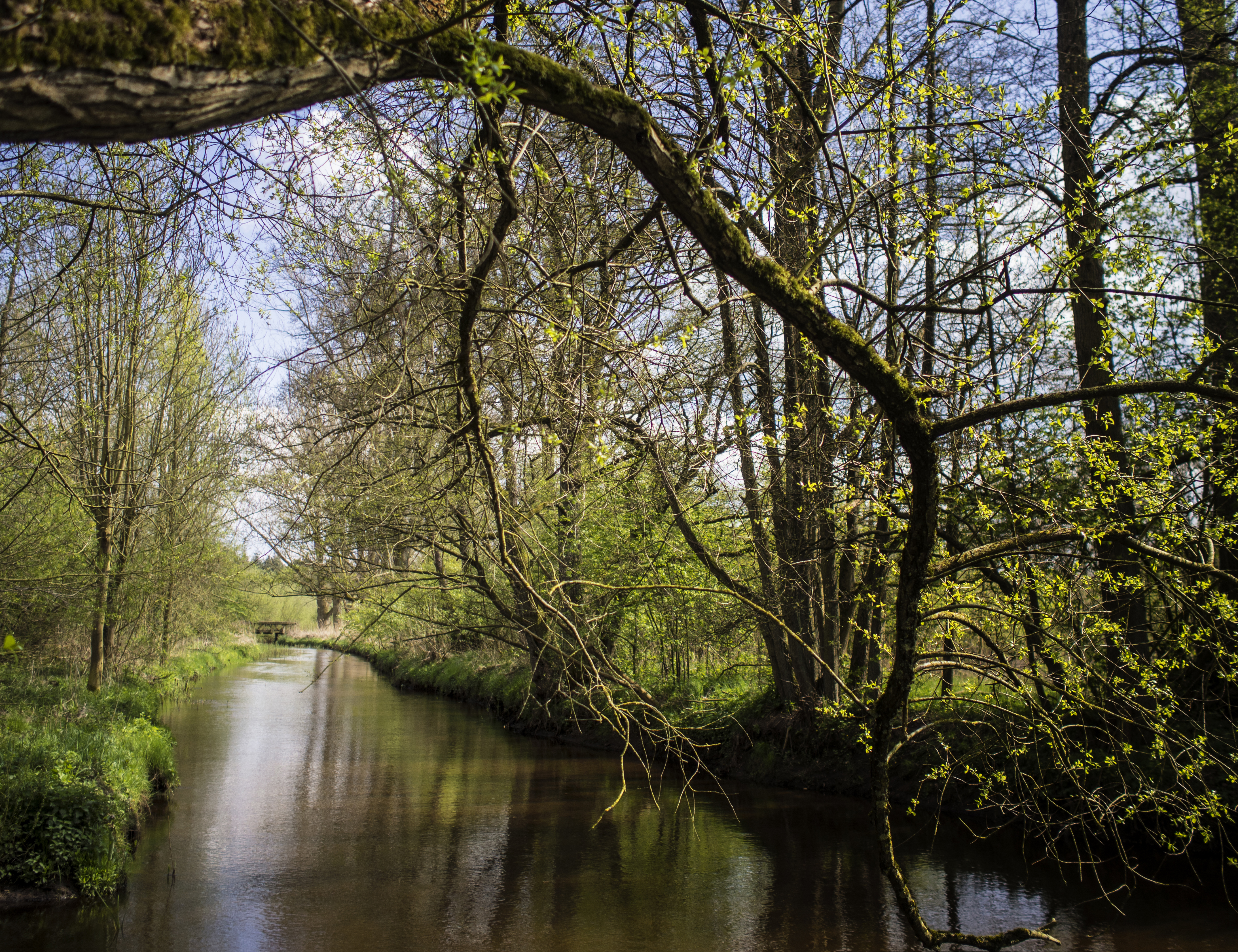

羅道河（德語：Rodau），是德國的河流，位於該國西北部，由下薩克森州負責管轄，屬於維道河的左支流，河道全長21.4公里，流域面積142平方公里，河口處在羅滕堡附近。